# حسيك
الشوفانية أو الشوفان المسبحي أو الحُسَيْك[بحاجة لمصدر] أو شوكة الذكر «Arrhen، ذكر، ather، شوكة» (الاسم العلمي: Arrhenatherum) هو جنس نباتي يتبع فصيلة النجيلية من رتبة القبئيات. ويضم 19 أنواع من النباتات العشبية.

## الوصف النباتي
يشبه هذا النبات نباتات الشوفان ونباتات الفستوكة. وهو نبات حولي بجذور مصفرة. الجذع اللامع ينمو إلى طول متر ونصف ولكنه يموت في الشتاء.

## البيئة والانتشار
ينتشر هذا النبات في أوروبا وبلاد حوض البحر الأبيض المتوسط.

## الأسماء الأخرى
حشيشة الشوفان، حشيشة الزر، حسك السنبلة، أريناثيروم, أريناتيروم.

## من أنواعه
- حسيك فلسطيني (الاسم العلمي: Arrhenatherum palaestinum)
- حسيك أبيض (الاسم العلمي: Arrhenatherum album)
- حسيك مرتفع (الاسم العلمي: Arrhenatherum elatius)
- حسيك صخري (الاسم العلمي: Arrhenatherum rupestre)
- حسيك باهت (الاسم العلمي: Arrhenatherum pallens)
- حسيك متوسط (الاسم العلمي: Arrhenatherum intermedium)
- حسيك حرشفي (الاسم العلمي: Arrhenatherum scabrum)
- حسيك حرجي (الاسم العلمي: Arrhenatherum sylvaticum)
- حسيك مترابط (الاسم العلمي: Arrhenatherum affine)
- حسيك ظاهر العروق (الاسم العلمي: Arrhenatherum phaenoneuron)
- حسيك طويل الأوراق (الاسم العلمي: Arrhenatherum longifolium)
- حسيك ضيق الأوراق (الاسم العلمي: Arrhenatherum angustifolium)
- حسيك كالديري (الاسم العلمي: Arrhenatherum calderae)
- حسيك كوتشي (الاسم العلمي: Arrhenatherum kotschyi)
- حسيك براغ (الاسم العلمي: Arrhenatherum pragense)